# Atletiek op de Olympische Zomerspelen 2008 – 4×400 meter mannen
De 4×400 meter estafette voor mannen op de Olympische Spelen van 2008 in Peking vond plaats op 22 augustus (series) en 23 augustus (finale) in het Nationale Stadion van Peking. De finale werd gewonnen de Amerikaanse estafetteploeg met een verbetering van het olympisch record tot 2.55,39.

## Kwalificatie
Kwalificatie van de beste 16 teams ging op basis van het gemiddelde van de twee beste tijden die zijn gelopen in de kwalificatieperiode (1 januari 2007 tot 16 juli 2008). Er mogen 6 atleten worden ingeschreven, waaronder in elk geval de deelnemers aan de individuele 100 meter.

## Medailles
| Goud   | USA | LaShawn Merritt Angelo Taylor David Neville Jeremy Wariner Kerron Clement * Reggie Witherspoon * |
| Zilver | BAH | Andretti Bain Michael Mathieu Andrae Williams Chris Brown Avard Moncur* Ramon Miller*            |
| Brons  | GBR | Andrew Steele Robert Tobin Michael Bingham Martyn Rooney                                         |

* Atleten die alleen in de series deelnamen, maar toch een medaille kregen.

## Programma
| Ronde  | Datum                | Tijd (lokaal) | Tijd (NL) |
| ------ | -------------------- | ------------- | --------- |
| Series | vrijdag 22 augustus  | 20:10         | 14:10     |
| Finale | zaterdag 22 augustus | 21:05         | 15:05     |

## Records
Vóór de Olympische Spelen van 2008 in Peking waren het wereldrecord en olympisch record als volgt.
| Wereldrecord     | 2.54,29 | USA | Andrew Valmon Quincy Watts Butch Reynolds Michael Johnson | Stuttgart | 22 augustus 1993 |
| Olympisch record | 2.55,74 | USA | Andrew Valmon Quincy Watts Michael Johnson Steve Lewis    | Barcelona | 8 augustus 1992  |

## Kwalificatieoverzicht
| Positie  | NOC | 2 wedstrijden | 2 wedstrijden | 1       | 2       |
| Positie  | NOC | Totaal        | Gemiddelde    | 1       | 2       |
| -------- | --- | ------------- | ------------- | ------- | ------- |
| 1        | USA | 5.54,74       | 2.57,37       | 2.55,56 | 2.59,18 |
| 2        | BAH | 5.59,55       | 2.59,78       | 2.59,18 | 3.00,37 |
| 3        | JAM | 6.01,20       | 3.00,60       | 3.00,44 | 3.00,76 |
| 4        | POL | 6.01,75       | 3.00,87       | 3.00,05 | 3.01,70 |
| 5        | RUS | 6.02,69       | 3.01,34       | 3.01,07 | 3.01,62 |
| 6        | GBR | 6.03,14       | 3.01,57       | 3.01,22 | 3.01,92 |
| 7        | GER | 6.03,98       | 3.01,99       | 3.01,77 | 3.02,21 |
| 8        | AUS | 6.04,05       | 3.02,03       | 3.01,52 | 3.02,53 |
| 9        | BEL | 6.04,64       | 3.02,32       | 3.02,13 | 3.02,51 |
| 10       | DOM | 6.04,97       | 3.02,48       | 3.02,48 | 3.02,49 |
| 11       | JPN | 6.05,20       | 3.02,60       | 3.02,44 | 3.02,76 |
| 12       | CUB | 6.05,32       | 3.02,66       | 3.02,10 | 3.03,22 |
| 13       | FRA | 6.05,98       | 3.02,99       | 3.02,33 | 3.03,65 |
| 14       | TRI | 6.06,52       | 3.03,26       | 3.02,92 | 3.03,60 |
| 15       | GRE | 6.07,86       | 3.03,93       | 3.02,21 | 3.05,65 |
| 16       | RSA | 6.08,24       | 3.04,12       | 3.03,58 | 3.04,66 |
| Reserves |     |               |               |         |         |
| 17       | ITA | 6.08,77       | 3.04,38       | 3.03,66 | 3.05,11 |
| 18       | BOT | 6.09,12       | 3.04,56       | 3.03,16 | 3.05,96 |
| 19       | IRL | 6.09,14       | 3.04,57       | 3.04,43 | 3.04,71 |
| 20       | BRA | 6.09,51       | 3.04,76       | 3.04,36 | 3.05,15 |

## Uitslagen
De volgende afkortingen worden gebruikt:
- Q Gekwalificeerd op basis positie
- q Gekwalificeerd op basis van tijd
- DNF Niet aangekomen
- DSQ Gediskwalificeerd
- SB Beste seizoensprestatie

### Series
De drie snelste teams van elke serie (Q) aangevuld met de twee volgende snelste (q) plaatsen zich voor de finale.
| Heat | Baan | Land | Deelnemers                                                                              | Resultaat | Extra  |
| ---- | ---- | ---- | --------------------------------------------------------------------------------------- | --------- | ------ |
| 2    | 5    | GBR  | Andrew Steele Robert Tobin Michael Bingham Martyn Rooney                                | 2.59,33   | Q (SB) |
| 2    | 3    | BAH  | Michael Mathieu Avard Moncur Ramon Miller Andrae Williams                               | 2.59,88   | Q (SB) |
| 1    | 3    | USA  | David Neville Kerron Clement Reggie Witherspoon Angelo Taylor                           | 2.59,98   | Q      |
| 2    | 7    | JAM  | Michael Blackwood Alodin Fothergill Sanjay Ayre Ricardo Chambers                        | 3.00,09   | Q (SB) |
| 1    | 9    | RUS  | Maksim Dyldin Vladislav Frolov Anton Kokorin Denis Alexeev                              | 3.00,14   | Q (NR) |
| 1    | 6    | BEL  | Cédric Van Branteghem Jonathan Borlée Arnaud Ghislain Kevin Borlée                      | 3.00,67   | Q (NR) |
| 1    | 8    | AUS  | Joel Milburn Mark Ormrod John Steffensen Clinton Hill                                   | 3.00,68   | q (SB) |
| 1    | 7    | POL  | Marek Plawgo Piotr Klimczak Piotr Kedzia Rafal Wieruszewski                             | 3.00,74   | q (SB) |
| 1    | 5    | RSA  | Pieter Smith Ofentse Mogawane Alwyn Myburgh L.J. van Zyl                                | 3.01,26   | (SB)   |
| 1    | 4    | CUB  | Yunier Perez Yunior Diaz Williams Collazo Omar Cisneros                                 | 3.02,24   |        |
| 1    | 2    | FRA  | Teddy Venel Ydrissa Mbarke Brice Panel Richard Maunier                                  | 3.03,19   |        |
| 2    | 6    | GER  | Simon Kirch Kamghe Gaba Ruwen Faller Bastian Swillims                                   | 3.03,49   |        |
| 2    | 2    | TRI  | Ato Modibo Jovon Toppin Cowin Mills Stan Waithe                                         | 3.04,12   | (=SB)  |
| 2    | 4    | JPN  | Mitsuhiro Abiko Dai Tamesue Yoshihiro Horigome Kenji Narisako                           | 3.04,18   | (SB)   |
| 2    | 9    | GRE  | Stylianos Dimotsios Dimitrios Gravalos Pantelis Melachroinoudis Konstantinos Anastasiou | 3.04,30   | (SB)   |
| 2    | 8    | DOM  | Carlos Yohelin Santa Arismendy Peguero Pedro Mejia Yoel Tapia                           | 3.04,31   | (SB)   |

## Finale
| Rang | Baan | Nationaliteit | Deelnemers                                                         | Resultaat | Extra |
| ---- | ---- | ------------- | ------------------------------------------------------------------ | --------- | ----- |
|      | 7    | USA           | LaShawn Merritt Angelo Taylor David Neville Jeremy Wariner         | 2.55,39   | (OR)  |
|      | 5    | BAH           | Andretti Bain Michael Mathieu Andrae Williams Chris Brown          | 2.58,03   | (SB)  |
|      | 6    | GBR           | Andrew Steele Robert Tobin Michael Bingham Martyn Rooney           | 2.58,81   | (SB)  |
| 4    | 8    | BEL           | Kevin Borlée Jonathan Borlée Cédric Van Branteghem Arnaud Ghislain | 2.59,37   | (NR)  |
| 5    | 2    | AUS           | Sean Wroe John Steffensen Clinton Hill Joel Milburn                | 3.00,02   | (SB)  |
| 6    | 3    | POL           | Rafal Wieruszewski Piotr Klimczak Piotr Kedzia Marek Plawgo        | 3.00,32   | (SB)  |
| 7    | 9    | JAM           | Michael Blackwood Ricardo Chambers Sanjay Ayre Lanceford Spence    | 3.01,45   |       |
| DSQ  | 4    | RUS           | Maksim Dyldin Vladislav Frolov Anton Kokorin Denis Alexeev         | 2.58,06   | (NR)  |